# Canções do Homem Comum, vol I
Canções do Homem Comum, vol. I é o décimo álbum de estúdio do grupo a cappella português Vozes da Rádio, lançado no ano de 2016. Este trabalho discográfico marca o regresso aos discos das Vozes da Rádio que não editavam desde 2009, ano em que saiu ‘’Pérolas e Porcos’’ e o DVD ao Vivo (com CD) ‘’Ora Vejam Lá’’. 
O álbum, marca igualmente o regresso das Vozes aos palcos depois de três anos de pausa. Tendo decidido uma paragem em 2013, o quinteto resolveu reactivar o projecto na altura da comemoração dos seus 25 anos. 
Canções do Homem Comum, vol. I é composto por dezanove temas, sendo dezassete deles originais. Todos os arranjos vocais, bem como a composição dos temas originais são da autoria de Jorge Prendas. João Monge, Mário Alves, Jorge Carreira e António José Leal assinam sete dos textos, sendo os restantes de Jorge Prendas. As únicas duas versões do trabalho são O Waly Waly e Umi respectivamente canções tradicionais de Inglaterra e Japão.
O disco teve produção das Vozes da Rádio e foi gravado e misturado por Ivo Magalhães no estúdio Unklerockstudio. A masterização foi feita por Nuno Coelho em Monkey Corporation.
A capa bem como todo o design do booklet é da autoria de Miguel Marafuz.
O lançamento do disco foi feito num concerto na Sala Suggia da Casa da Música, no dia 16 de Abril de 2016. 

## Antes da gravação
No início de 2013 as Vozes da Rádio decidiram que os compromissos que estavam já assumidos para esse ano iriam ser os últimos antes de uma paragem. Em Abril de 2013 apresentaram-se pela última vez no Porto com a Banda Sinfónica Portuguesa e em Setembro fizeram o seu último concerto em Aveiro. A pausa não tinha qualquer tempo definido e poderia até ser definitiva. O desânimo pela incapacidade de lançar em tempo útil o DVD Radioterapia, a falta de desafios artísticos realmente mobilizadores, um país estagnado e um natural cansaço por mais de vinte anos de trabalho em conjunto pesaram nesta decisão a cinco. 
No Natal de 2014 e quase ano e meio depois do último concerto, as cinco vozes juntaram-se pela primeira vez para um jantar. Foi no fim do encontro que agendaram uma reunião para discutir um possível regresso. 
Em Fevereiro de 2015 começavam a ensaiar novos temas, quase todos compostos há muitos anos, e que nunca tinham sido cantados pelas Vozes da Rádio. 
O regresso aos palcos deu-se a 6 de Junho de 2015 num evento privado. Durante o resto do ano o quinteto fez mais alguns concertos privados, concentrando todas as novidades para o ano de 2016, ano não só de lançamento do novo disco, como também de comemoração dos 25 anos da banda. 
As 16 de Abril as Vozes da Rádio voltavam a cantar para o público geral, apresentando nesse dia algumas das Canções do Homem Comum, constantes do volume I e II.    

## Gravação
As gravações começaram no início de Outubro de 2015 no estúdio Unklerockstudio. Ivo Magalhães foi o responsável pelas gravações. Durante cerca de três meses, com diversas interrupções, as Vozes da Rádio gravaram cerca de 40 temas que deram corpo às Canções do Homem Comum, volume I e II. Pelo estúdio passaram Maria Mendes (voz em “Perto de Mim, Só Eu”), Joaquim Alves (percussões em “Canção do Homem Comum” e “Não Quero Mergulhar num Cemitério”), Sérgio “Ginho” Marques (baixo eléctrico em “Balada da Hospedeira”), Super Coro Valentim de Carvalho, Ar de Coro e Coro Sonae Indústria (vozes em “Não Quero Mergulhar num Cemitério”). O quinteto feminino Aquilo que Vocês Quiserem também gravou a “Canção do Solteiro” que aparece no volume II das Canções do Homem Comum. 
Ainda que eminentemente a cappella o disco tem vários apontamentos instrumentais, além das gravações feitas por convidados já referidas anteriormente. Em “Vacas e Porcos” Rui Vilhena toca guitarra, em “Perto de Mim, Só Eu” Jorge Prendas toca piano, em “Língua de Beckenbauer” Ivo Magalhães gravou uma guitarra eléctrica. Há ainda pequenos pormenores como um saco plástico em “Balada da Hospedeira” tocado por Jorge Prendas e pequenos apontamentos de percussões variadas em “Tok-you”, “Bogart em Paris”, “Que São Um”, “Salam”, “Segredo do Rei”, “Língua de Beckenbauer”, “Le Pétomane”, “Bruxa” e “Não Quero Morrer num Cemitério” que foram gravados pelas Vozes da Rádio. Foram também incluídas algumas gravações feitas por Jorge Prendas como um coro de mulheres marroquinas que aparece em “Salam”, um excerto de “(Just like) Starting Over” de John Lennon gravado numa rua de Tóquio ou vozes alemãs captadas em Hamburgo. 
O tema “Segredo do Rei” tem um sample de “Trângulo Mângulo” dos Gaiteiros de Lisboa, tema do disco “Bocas do Inferno” de 1997 e onde as Vozes da Rádio participam.  
“O Waly, Waly” e “Umi” foram gravadas por Jorge Prendas em, respectivamente, Londres e Tóquio. Tim Yealland e Mio Takase cantaram em plena rua (Southbank em Londres e Templo de Azakusa em Tóquio) e as Vozes harmonizaram as canções tradicionais em estúdio, criando a ilusão sonora de estarem também nas duas cidades referidas.

## Composição e estilo
As Canções do Homem Comum resultam de uma série de temas compostos por Jorge Prendas ao longo dos últimos trinta anos. Alguns temas chegaram a ser cantados pelas Vozes da Rádio como é o caso de “Segredo do Rei”, cantado ao vivo no Rivoli em 2002 num espectáculo feito em parceria com os Gaiteiros de Lisboa, ou de “Língua de Beckenbauer”, apresentado no concerto de 2013 com a Banda Sinfónica Portuguesa. “A Bruxa (avelaneira que voa)” chegou a ser ensaiado para fazer parte do primeiro disco das Vozes da Rádio e “Acalanto para o menino dormir (depois de ouvir Marisa Monte)” foi ensaiado em 2007 com intuito de figurar num disco de estúdio. “Canção do Homem Comum” e “Perto de Mim, Só Eu” são duas canções feitas em meados dos anos 90 por Mário Alves e Jorge Prendas que chegaram a ser pensadas para o disco “Mappa do Coração”. Já “As Tuas Palavras” e “Papoilas e Romãs” nascem da parceria de Jorge Prendas com João Monge e foram compostas em 2002, antes mesmo do disco “Mulheres”. De final da década de 90 é também “Balada da Hospedeira” e “Segredo do Rei”. Estes dois temas têm letra de Jorge Carreira que assinou temas como “Lucas e o Pai Natal” ou “Wer Macht Mir Ein Baby?” dos discos “Natal” e “Som Maravilha dos Senhores” respectivamente. “Primeiro Sim”, “Que São Um” e “Salam” são três canções que foram compostas antes mesmo do aparecimento das Vozes da Rádio mas que apenas ganharam texto para esta gravação. Até à gravação o disco eram temas instrumentais. “Tok-you”, “Bogart em Paris”, “Vacas e Porcos” e “Não Quero Mergulhar Num Cemitério” são canções mais recentes de Jorge Prendas e, segundo o próprio, muitas vezes feitas em viagem. 
Como toda a discografia das Vozes da Rádio, este álbum é de uma grande heterogeneidade temática, abordando temas sensíveis e dramáticos como a crise dos refugiados (“Não Quero Mergulhar Num Cemitério”), passando por um olhar irónico sobre o país em “Língua de Beckenbauer” ou um humor desbragado de “Vacas e Porcos”. 

## Lançamento e recepção
O lançamento deu-se em a 16 de Abril de 2016, na Casa da Música perante uma sala Suggia esgotada. Este concerto teve a presença de Maria Mendes e Aquilo que Vocês Quiserem e além de serem apresentadas as Canções do Homem Comum, vol. I, foram igualmente incluídas no alinhamento canções que fazem parte dos 25 anos das Vozes assim como temas que fazem parte do volume II. 

## Curiosidades
- O sample de “Trângulo Mângulo” dos Gaiteiros de Lisboa tem já as Vozes da Rádio, pois o quinteto gravou no disco “Bocas do Inferno” e neste tema.

- O quinteto teve alguma dificuldade em dividir em dois volumes os cerca de quarenta temas que estavam gravados. A decisão demorou algumas semanas.

- Entre os instrumentos menos convencionais usados neste disco contam-se um saco plástico, um porco de borracha, uma campaínha de bicicleta, um espanta-espíritos japonês e guizos de coleira para gatos.

- Há vários sons ambientais que resultam de gravações feitas por Jorge Prendas em vários locais: aeroporto de Frankfurt, metro e ruas de Tóquio, ruas de Marrocos, ruas e estação de comboio de Hamburgo, mar de Matosinhos. Há ainda um sample da voz de Humphrey Bogart, um de um relato de um golo de Beckenbauer e ainda um pequeno excerto de um canto ortodoxo da Síria, cantado por um exilado.

- A melodia de “Não Quero Mergulhar Num Cemitério” é a do hino gregoriano “Salve Regina”.

## Faixas
| N.º            | Título                              | Compositor(es)          | voz principal               | Duração |  |
| 1.             | "Tok-you"                           | J. Prendas              | Jorge Prendas               | 4:02    |  |
| 2.             | "Balada da Hospedeira"              | J. Prendas, J. Carreira | Rui Vilhena                 | 3:43    |  |
| 3.             | "Canção do Homem Comum"             | J. Prendas, M. Alves    | Tiago Oliveira              | 3:54    |  |
| 4.             | "Umi"                               | Tradicional Japão       | Mio Takase                  | 0:30    |  |
| 5.             | "Primeiro Sim"                      | J.Prendas               | António Miguel              | 2:31    |  |
| 6.             | "Que São Um"                        | J. Prendas              | Vozes da Rádio              | 2:21    |  |
| 7.             | "Bogart em Paris"                   | J. Prendas              | Ricardo Fráguas             | 4:01    |  |
| 8.             | "Perto de Mim, Só Eu"               | J. Prendas, M. Alves    | Maria Mendes, Jorge Prendas | 2:39    |  |
| 9.             | "Acalanto para o Menino Dormir"     | J. Prendas              | Jorge Prendas               | 0:42    |  |
| 10.            | "As Tuas Palavras"                  | J. Prendas, J. Monge    | António Miguel              | 2:37    |  |
| 11.            | "Língua de Beckenbauer"             | J. Prendas              | Jorge Prendas               | 5:27    |  |
| 12.            | "Salam"                             | J. Prendas              | António Miguel              | 0:57    |  |
| 13.            | "Segredo do Rei"                    | J. Prendas, J. Carreira | Ricardo Fráguas             | 4:11    |  |
| 14.            | "Vacas e Porcos"                    | J. Prendas              | António Miguel              | 3:37    |  |
| 15.            | "Le Pétomane"                       | J. Prendas              | Jorge Prendas               | 2:18    |  |
| 16.            | "A Bruxa (avelaneira que voa)"      | J. Prendas, A. J. Leal  | Ricardo Fráguas             | 2:56    |  |
| 17.            | "Não Quero Mergulhar Num Cemitério" | J. Prendas              | Jorge Prendas               | 5:32    |  |
| 18.            | "O Waly, Waly"                      | Tradicional Inglaterra  | Tim Yealland                | 1:11    |  |
| 19.            | "Papoilas e Romãs"                  | J. Prendas, J. Monge    | Jorge Prendas               | 1:05    |  |
| Duração total: | Duração total:                      | Duração total:          | Duração total:              | 56:01   |  |

Todos os arranjos vocais de Jorge Prendas

## Membros
Banda
- Tiago Oliveira
- Jorge Prendas
- Rui Vilhena
- António Miguel
- Ricardo Fráguas

Músicos convidados e equipe técnica
- Ivo Magalhães - gravação, mistura e guitarra eléctrica
- Sérgio “Ginho” Marques - baixo eléctrico
- Joaquim Alves - percussões
- Maria Mendes - voz
- Mio Takase - voz
- Tim Yealland - voz
- Super Coro Valentim de Carvalho - vozes
- Ar de Coro - vozes
- Coro Sonae Indústria - vozes
- Nuno Coelho - masterização
- Miguel Marafuz - design